# Bönen
Bönen er en kommune i kreisen Unna, i Nordrhein-Westfalen, Tyskland. 10 km nordøst for Unna og 10 km sydvest for Hamm.